# Carlisle
Carlisle er en by i Cumbria i den nordvestlige del af England ca. 15 km fra grænsen til Skotland. Byen har 75.399(2016) indbyggere og omkring 100.000,[kilde mangler] hvis forstæderne medtages.
Byen blev grundlagt af romerne i år 72 under navnet Luguvalium, hvilket fremgår af indskriften fra romerske skrifttavler, der fundet under udgravninger i byen og udstillet på Tullie House Museum i Carlisle.
Carlisles lokalisering som den sidste engelske by før grænsen til Skotland gjorde byen til et vigtigt militært støttepunkt i den periode, hvor de to lande var separate kongeriger. Carlisle Castle, som fortsat står rimeligt intakt, blev opført med dette formål for øje af Vilhelm Rufus i 1092, og Maria Stuart af Skotland sad fængslet her i en periode. Som følge af de jævnligt forekommende ændringer af grænsen (pga. de skotske uafhængighedskrige), har byen et vist skotsk præg.
Byen er centrum for at relativt stort lokalområde, da afstandene til andre større byer i regionen – Edinburgh, Lancaster og Newcastle-upon-Tyne – er relativt store.

## Venskabsbyer
Carlisle har to venskabsbyer:
- Flensborg, Tyskland (siden 1961)
- Słupsk, Polen (siden 1987)